# Savignone
Savignone ist eine italienische Gemeinde in der Metropolitanstadt Genua.

## Lage und Einwohner

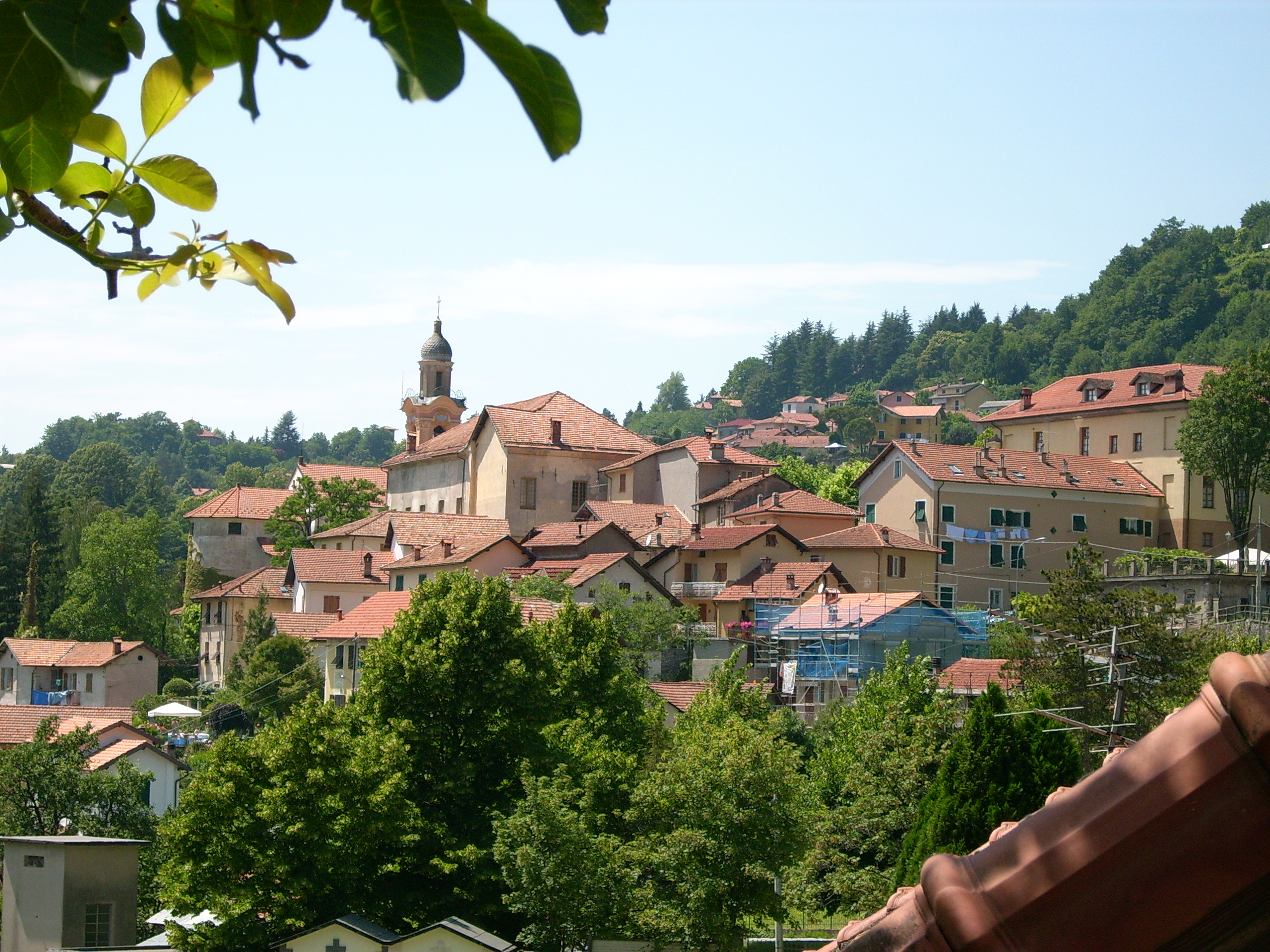
Savignone

Die Gemeinde liegt im Tal des Flusses Scrivia in einer Entfernung von 34 Kilometern zu der ligurischen Hauptstadt Genua und hat 2997 Einwohner (Stand 31. Dezember 2023).
Zusammen mit neun weiteren Kommunen bildet Savignone die Comunità Montana Alta Valle Scrivia. Das Territorium der Gemeinde gehört zum Parco naturale regionale dell’Antola (Regionaler Naturpark Antola).
Nach der italienischen Klassifizierung bezüglich seismischer Aktivität wurde Savignone der Zone 4 zugeordnet. Das bedeutet, dass sich die Gemeinde in einer seismisch inerten Zone befindet.